# Литература Зимбабве
Литература Зимбабве — совокупность литературных произведений, созданных уроженцами Зимбабве.
Возникновению литературы в Зимбабве предшествовал богатый фольклор и мифология. Для шона характерны сказки, героями которых являются змей-хозяин воды и трикстер, в роли которого обычно выступает заяц. Для матабеле характерны «величательные» песни о героях. В мифологии шона важную роль играют духи предков «сейкуру»-«деды» и Бог-творец Мвари. Последнего под именем Млимо заимствовали Матебеле.
С завоеванием страны британцами и созданием ими в 1895 году колонии Южная Родезия возникает литература на английском языке. Основной темой произведений белых писателей была жизнь и приключения колонистов на новых землях. Жизнь европейских колонистов описывается в романах поэта и миссионера Артура Шарля Крипса «Печальная земля» (1911), «Страна прибрежных деревьев» (1913). С Родезией связаны раннее творчество Дорис Мей Лессинг, Мюриэлы Спарк. Страну посещали Ивлин Во, Артур Конан Дойль, Генри Райдер Хагард, все они оставили описание своих впечатлений.
Во второй половине 1950-х годов создаются произведения на местных языках. В 1954 году было создано Африканское литературное бюро Южной Родезии, целью которого было издание книг на местных диалектах. В 1957 году вышел роман Соломона Мангвиро Мутсвайро «Фезо» (его называют также поэмой), ставший первым значительным сочинением на шона. Отмечают его влияние на участников чимуренги 1965—1980 годов. Из сочинения Мутсвайро: «Сегодня все богатства земли взяты. Они разделили их между своими. Сегодня они живут свободно, а мы задушены в рабстве. Где свобода Неханда? (легендарная пророчица шона. Вдохновительница восстания против англичан 1895—1896). Придёшь ли на помощь?». Профессор Родезийского университета Дж. Кахари признал в 1964 г. «Фезо» единственной книгой политического содержания в стране.
Литература Южной Родезии, в отличие от соседней ЮАР, мало затрагивала политические аспекты общественной жизни. Писатели-африканцы пишут о столкновении традиционного образа жизни с городским, который подвергался европейскому влиянию. В повести Поля Чидьяузику «Бесчестье страшнее смерти», которая была издана на языке чишона в 1962 году, содержится критика колониальной системы найма рабочей силы. В книге Дэвида Ндолы «В прошедшие дни», которая была издана в 1962 году на языке синдебле, описывается столкновение патриархальных устоев с властью денег.
После образования государства Зимбабве по итогам войны в Южной Родезии, свои произведения начала издавать Фридом Ньямубая, участница той войны. В своих произведениях она выражала готовность и далее бороться с несправедливостью после окончания войны в Южной Родезии.
Заметное место занимает историческая проза. Африканские авторы создают контрверсию истории колонизации страны. Таковы книги Стэнлейка Самкандже «Процесс о деле моей Родины», героями этого романа являются Сесил Родс и Лобенгула, и «Год восстания» того же автора о восстании матебеле и машона в 1896 г., а также Соломона Мутсвайро «Мапондера — солдат Зимбабве» об одном из вождей шона, который воевал против Британской южно-африканской компании. Для этих произведений характерны определённый схематизм персонажей, примат исторического материала над художественным.
Наиболее известными писателям страны являются Чарльз Мунгоши, Уилсон Катийо, Дамбудзо Маречера.
Во время Национальной конференции литераторов 1984 г. был создан Союз писателей Зимбабве. Первым его председателем стал поэт Ченджераи Хоув. Некоторые его стихи, также как и произведения Мунгоши, Катийо публиковались на русском. Хоув, Маречера, Катийо, а также Дорис Лессинг выступали против политики Роберта Мугабе.